# Melanophryniscus
Melanophryniscus és un gènere d'amfibis de la família dels bufònids amb 20 espècies que es troben a l'Argentina, sud de Bolívia, el Brasil, el Paraguai i l'Uruguai.

## Taxonomia
| Nom comú | Nom binomial                                                       |
| -------- | ------------------------------------------------------------------ |
|          | Melanophryniscus admirabilis (Di-Bernardo, Maneyro & Grillo, 2006) |
|          | Melanophryniscus atroluteus (Miranda-Ribeiro, 1920)                |
|          | Melanophryniscus cambaraensis (Braun & Braun, 1979)                |
|          | Melanophryniscus cupreuscapularis (Céspedez & Alvarez, 2000)       |
|          | Melanophryniscus devincenzii (Klappenbach, 1968)                   |
|          | Melanophryniscus dorsalis (Mertens, 1933)                          |
|          | Melanophryniscus fulvoguttatus (Mertens, 1937)                     |
|          | Melanophryniscus klappenbachi (Prigioni & Langone, 2000)           |
|          | Melanophryniscus krauczuki (Baldo & Basso, 2004)                   |
|          | Melanophryniscus macrogranulosus (Braun, 1973)                     |
|          | Melanophryniscus montevidensis (Philippi, 1902)                    |
|          | Melanophryniscus moreirae (Miranda-Ribeiro, 1920)                  |
|          | Melanophryniscus orejasmirandai (Prigioni & Langone, 1987)         |
|          | Melanophryniscus pachyrhynus (Miranda-Ribeiro, 1920)               |
|          | Melanophryniscus rubriventris (Vellard, 1947)                      |
|          | Melanophryniscus sanmartini (Klappenbach, 1968)                    |
|          | Melanophryniscus simplex (Caramaschi & Cruz, 2002)                 |
|          | Melanophryniscus spectabilis (Caramaschi & Cruz, 2002)             |
|          | Melanophryniscus stelzneri (Weyenbergh, 1875)                      |
|          | Melanophryniscus tumifrons (Boulenger, 1905)                       |